# Václav Lokvenc
Václav Lokvenc (12. ledna 1930 Červený Kostelec – 11. září 2020 Karlovy Vary) byl český sochař a grafik. Studoval na Akademii výtvarných umění v Praze a po ukončení studia se přestěhoval do Karlových Varů, kde žil až do své smrti a kde se v roce 1990 stal prvním novodobým primátorem města. Tvořil díla komorní i pro architekturu. V 50. letech po dokončení vysoké školy tvořil keramické reliéfy pro domy ve stylu socialistického realismu v Brně a Ostravě. Později se jeho sochy dětí a rodin objevovaly hlavně v severních Čechách, na Karlovarsku a v Plzni.

## Život
Narodil se 12. ledna 1930 v Červeném Kostelci ve východních Čechách. Vyučil se litografem, poté studoval Akademii výtvarných umění v Praze (rok ukončení 1952) v ateliéru Vratislava Nechleby a Vladimíra Sychry. Po studiích v Praze se přestěhoval do Karlových Varů, kde žil až do své smrti. V prosinci 1990 se stal prvním polistopadovým primátorem města, tento post zastával dva roky.

## Dílo
Tvořil jak díla komorní, tak pro architekturu. Pro svoji sochařskou práci používal celou řadu materiálů jako dřevo, kámen, keramiku, či různé druhy kovů.
V architektuře se jeho dílo začalo objevovat již v polovině 50. let 20. století, kdy tvořil reliéfy dětí a žen na domech ve stylu socialistického realismu. Příkladem jsou čtyři reliéfy dětí na fasádě domu v Klatovské ulici v Brně, nebo reliéfní plastika Čtenářka z roku 1959 umístěná na fasádě domu na Sokolské třídě v Ostravě. V tomto počátečním díle se již objevují dva znaky charakteristické i pro pozdější tvorbu Václava Lokvence, a to výrazně viditelná klapka očí a protáhlý jemný nos tváře zobrazených osob.
V 60. letech se začínají objevovat i trojrozměrné kamenné sochy. S tím přichází i další charakteristický znak jeho ztvárnění a tím jsou zbytnělé končetiny. Příkladem této tvorby je například plastika Léda s labutí z roku 1966, umístěná před budovou základní školy v Nejdku. V tomto duchu pokračuje v 70. a částečně i v 80. letech. Je to vidět na plastice Zlatá brána z roku 1974 v Kadani před budovou základní školy, či reliéfu pro kancelář ředitele strojní a traktorové stanice v Roudnici nad Labem z roku 1982, kde už se ale vrací k přirozenějšímu ztvárnění končetin.
Vedle tradičních soch vytvořil i díla abstraktní, či technického rázu. S abstraktních děl se dají zmínit Přeměna hmoty, a Myšlenka a hmota, která jsou si velmi podobná. Z těch techničtějších pak označení obchodů v Karlových Varech či kamenná váza Rudolfova pramene v Mariánských Lázních.
V tvorbě pro architekturu pokračoval i po roce 1989.

## Galerie

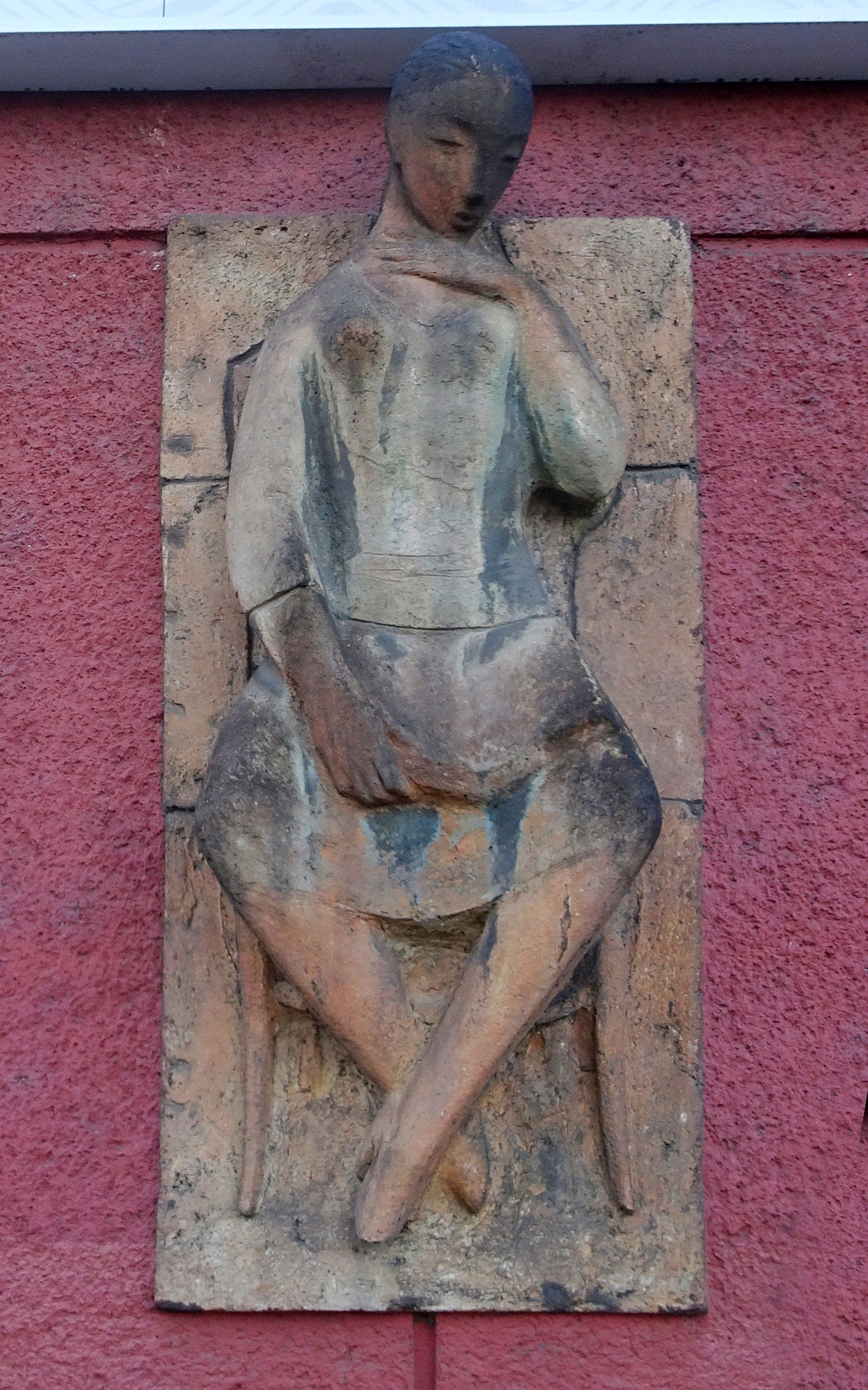
Čtenářka, 1959, Ostrava
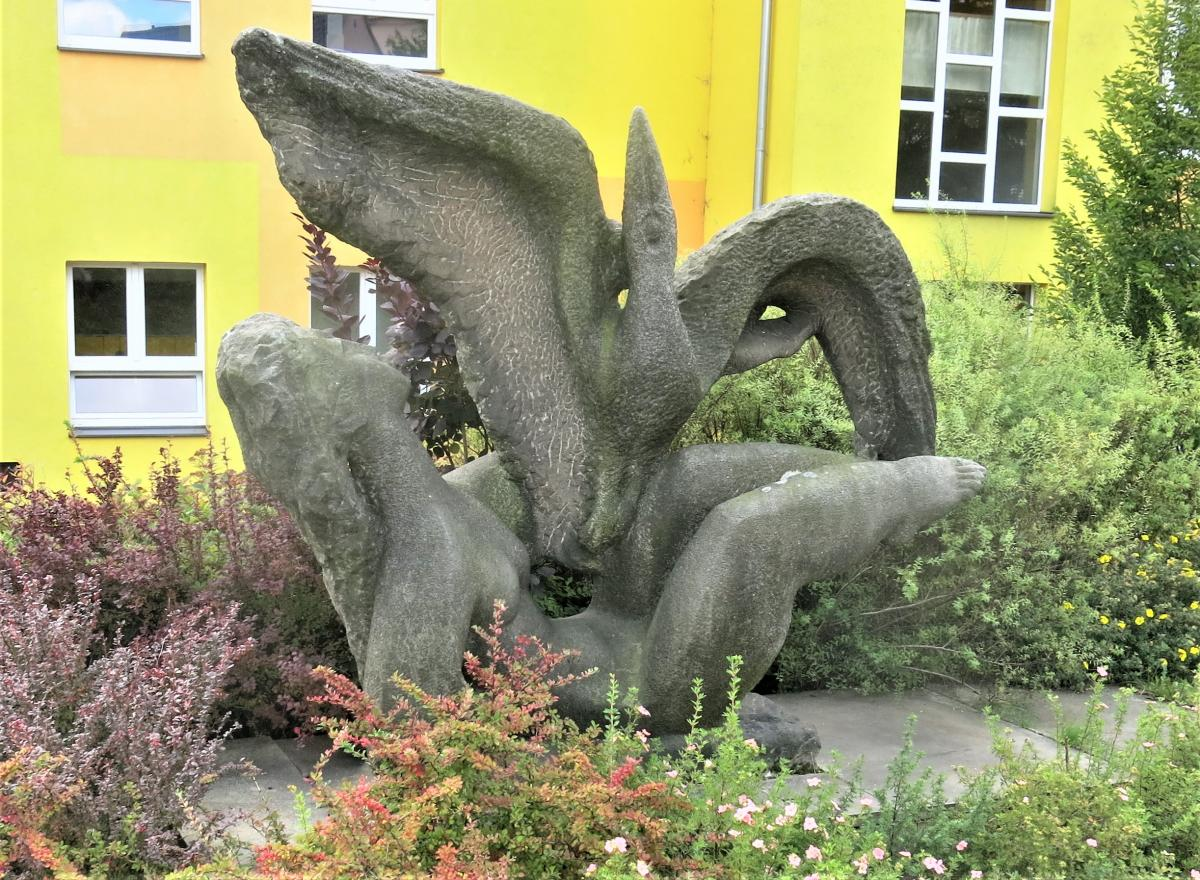
Léda s Labutí, 1966, Nejdek
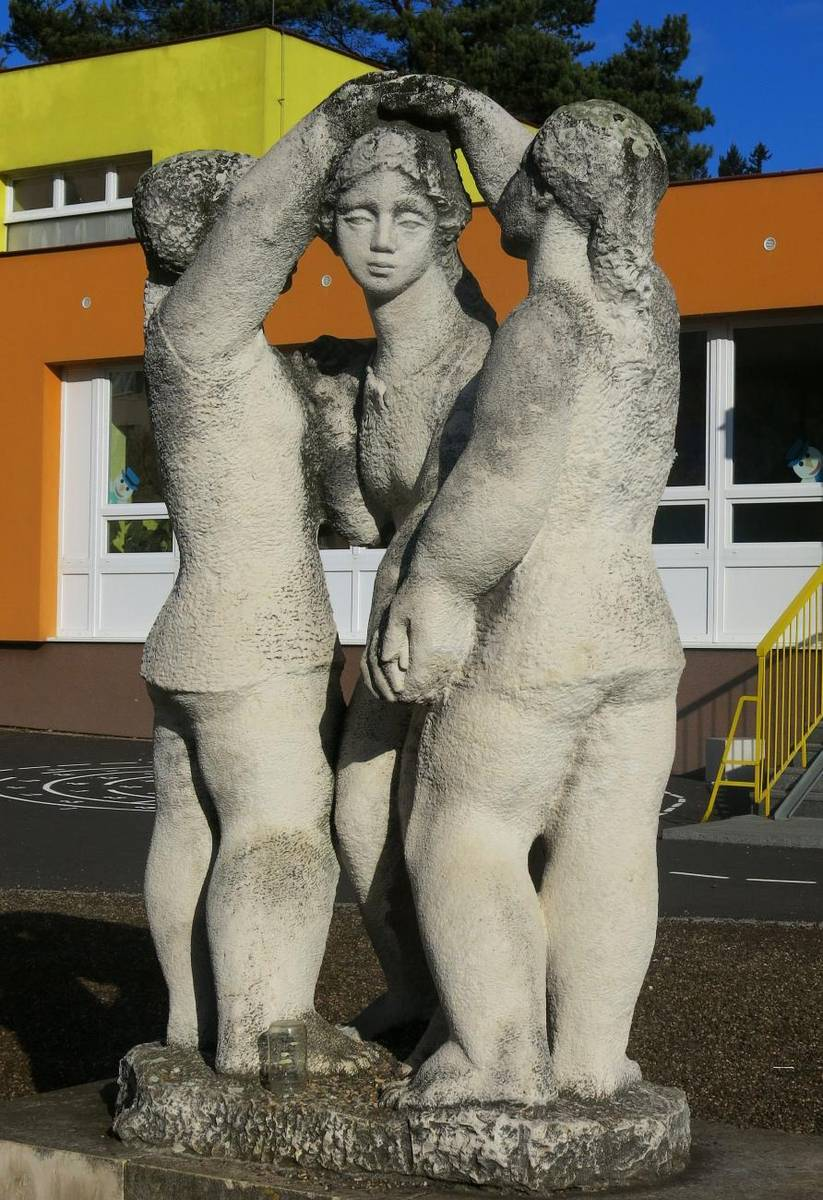
Zlatá brána, 1974, Kadaň
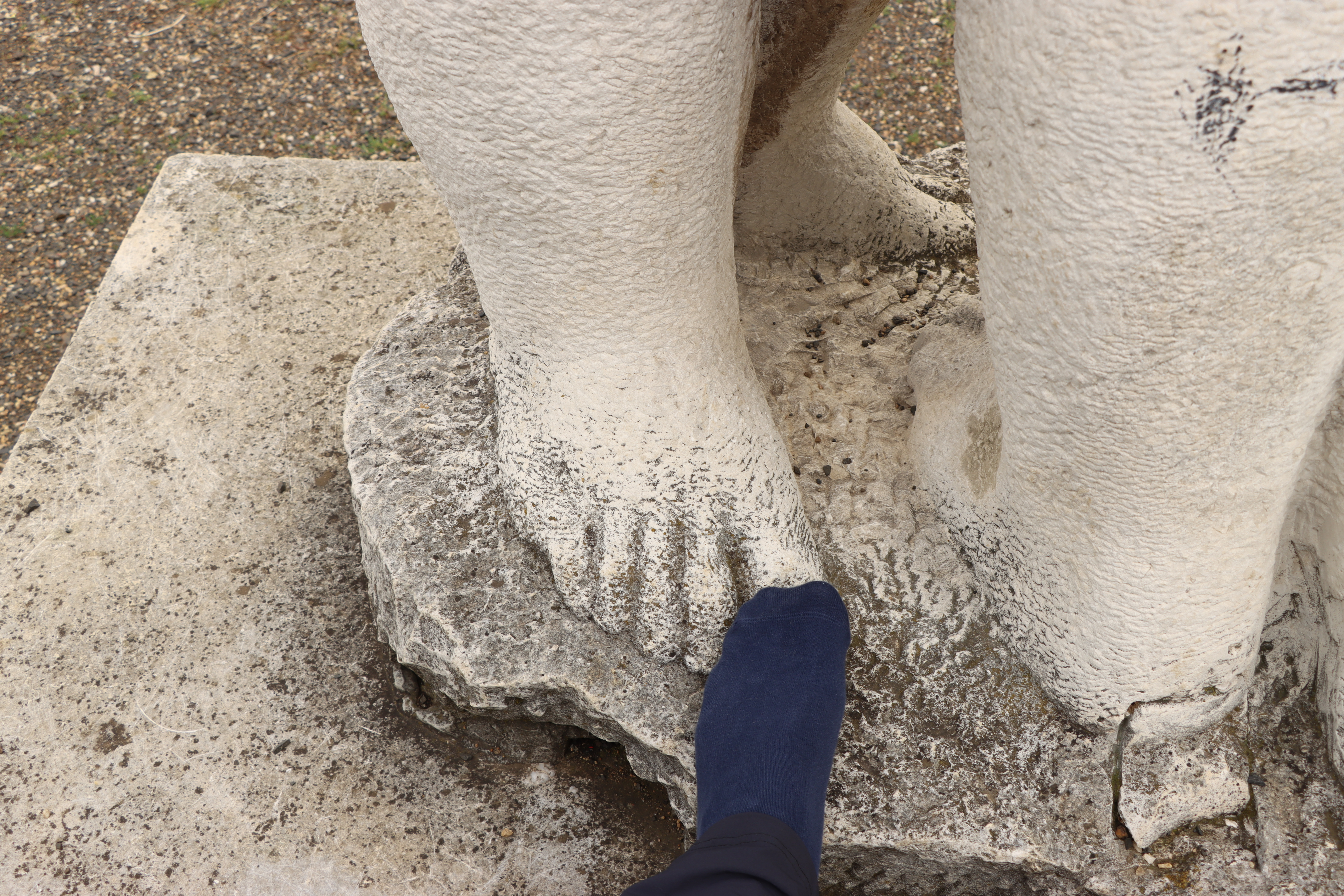
Srovnání velikosti reálné lidské nohy a nohy dítěte z díla Zlatá brána v  Kadani
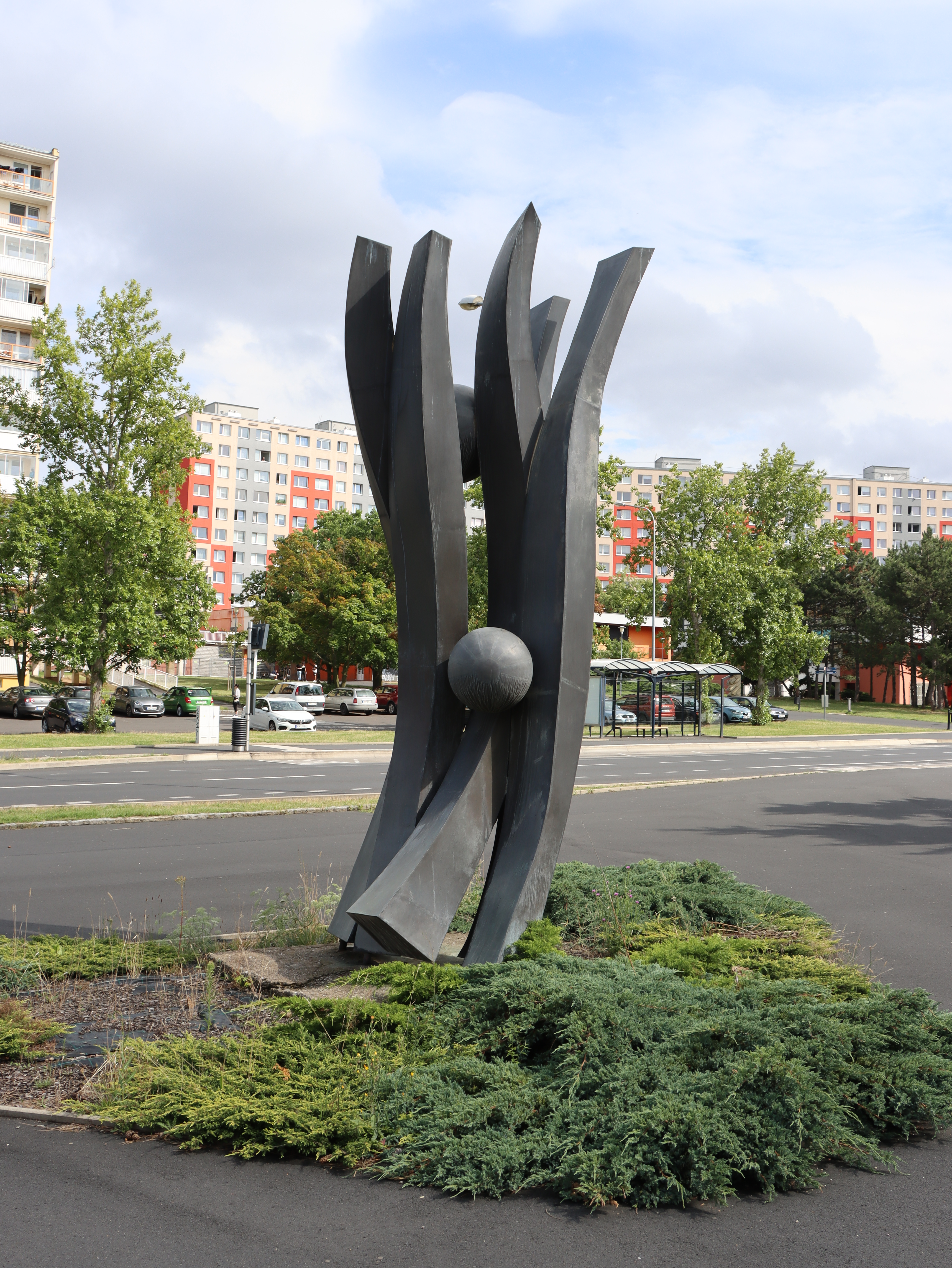
Přeměna hmoty, 1981, Most